# Сквер Волонтерів пам'яті Віктора Гурняка
Сквер Волонтерів пам'яті Віктора Гурняка — сквер у середмісті Тернополя. Створений на вшанування волонтерів та українського фотокореспондента, військовика Віктора Гурняка.

## Відомості
Сквер розташований біля площі Героїв Євромайдану між житловими будинками № 3 і 6 на вул. Медовій та № 2, 4 і 6 вулиці Старий Поділ.
Площа — ? га.

## Історія

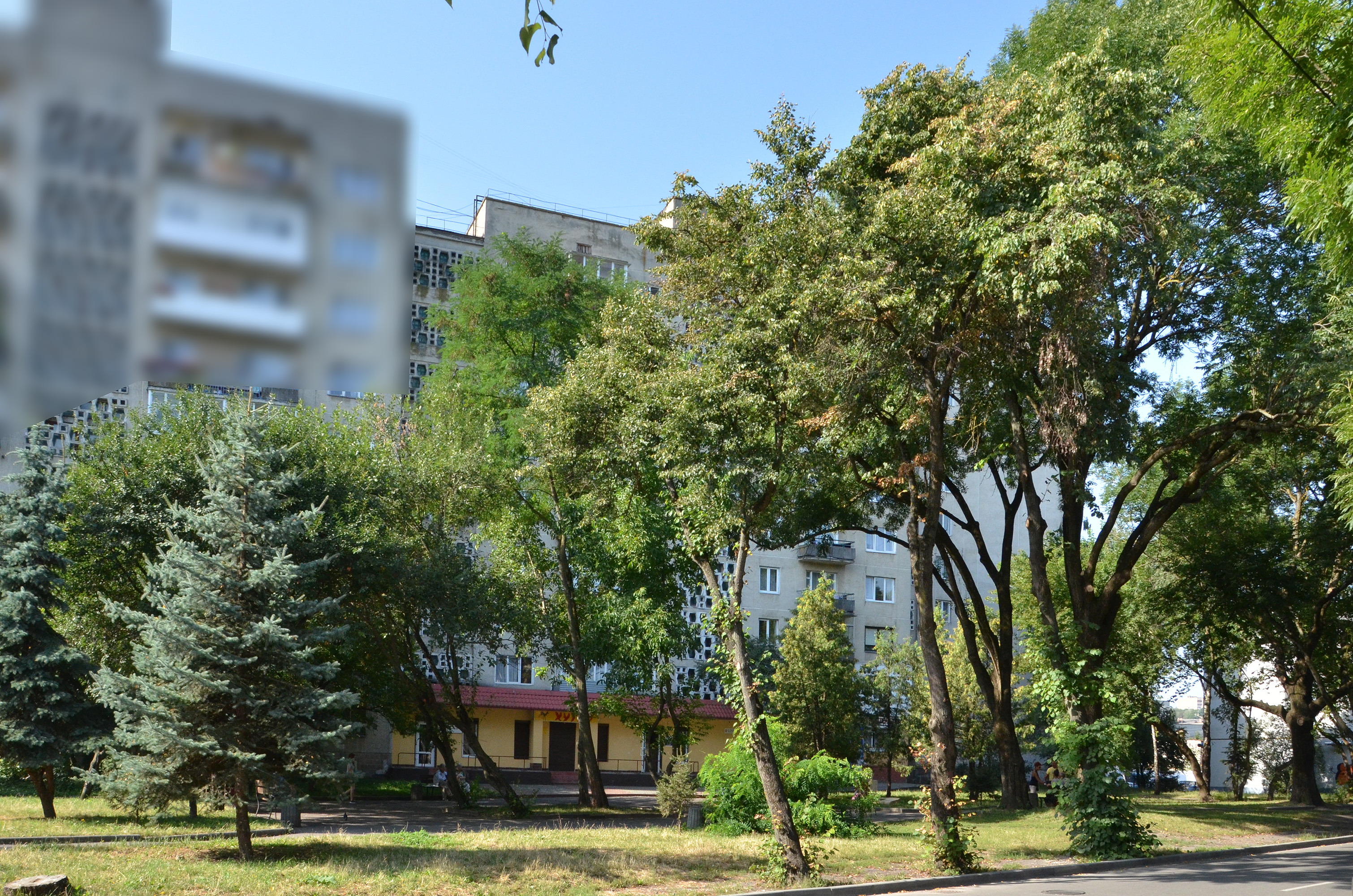
Нинішній вигляд скверу

Ініціативу облаштування «Скверу Волонтерів пам'яті Віктора Гурняка» на площі Героїв Євромайдану на місці існуючого безіменного скверу подали дружина Віктора Гурняка — Ірина та його друг — депутат Тернопільської міської ради Назар Зелінка. Після чого проводилися громадські слухання. Концепцію громадського простору створили молоді архітектори-урбаністів громадської ініціативи «Urban.te».
Роботи з реконструкції скверу розпочнуть цього року з покриття відпочинкової зони та оновлення вуличного освітлення, а завершать реконструкцію наступного року. Загальна вартість проекту складає понад 3 млн грн.

## Пам'ятний знак

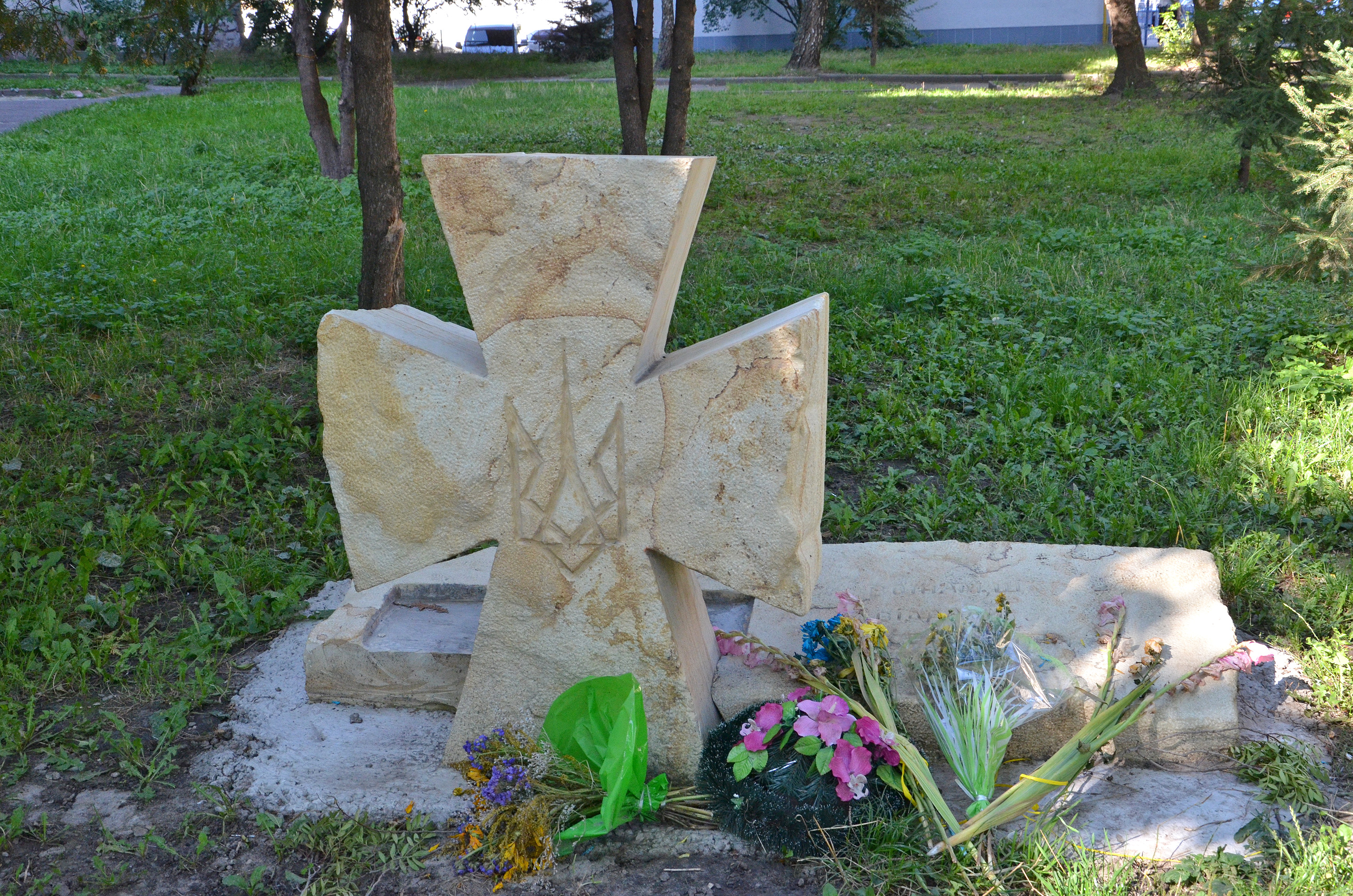
Пам'ятний знак воїнам, що віддали своє життя за Україну

У сквері встановлено пам'ятний знак у вигляді козацького хреста з написом «Воїнам, що віддали своє життя за Україну».